# ヤング・アンド・ルビカム
ヤング・アンド・ルビカム（英: Young & Rubicam）はアメリカの大手広告代理店であり、世界第一位でイギリスのWPPグループの中核広告代理店。広告、マーケティング・コミュニケーション、パブリック・リレーションズ、ブランドアイデンティティなどの業務を行う。広告代理店単体としては、売上高は約9億1,700万ドルで世界で10番目に大きな広告代理店である。90カ国以上に約185のオフィスを所有している。

## 沿革
- 1923年 - ジョン・オア・ヤング（英語版）とレイモンド・ルビカム（英語版）により、ニューヨークで小規模な広告代理店設立。
- 1960年 - 初のカラーのテレビコマーシャル制作。
- 1975年 - アメリカで、扱い高第1位の広告代理店となる。
- 1981年 - 電通との合弁により、電通ヤング・アンド・ルビカム設立。
- 1989年 - ブランディング大手のランドーアソシエイツを買収[1]。
- 1996年 - ヘルマン・アンド・フリードマンLLC（英語版）が筆頭株主となる。
- 2000年 - ロンドンのWPPグループに買収される。

## 日本での事業展開
1981年に、電通との合弁会社「電通ヤング・アンド・ルビカム」を設立し、広告事業を行っている。同社の出資比率は、Y&R49%、電通51%となっている。